# Ein Fall für zwei: Sechs Richtige
Sechs Richtige ist der Titel der 32. Episode der Krimiserie Ein Fall für zwei mit Günter Strack und Claus Theo Gärtner in den Hauptrollen.

## Handlung
Der Lastwagenfahrer Martin Krafft stellt fest, dass seine Geliebte Maria Berngiesser, auf deren Namen er heimlich Lottoscheine ausfüllt, um dies gegenüber seiner Ehefrau geheim halten zu können, einen Hauptgewinn erzielt hat. Als er sich den Gewinn auszahlen lassen möchte, behauptet er, er heiße Mario Berngiesser und habe den Schein versehentlich mit Maria ausgefüllt. Der Mitarbeiter der Lotterie, Herr Reichert, gibt vor, dies zu akzeptieren. Doch unmittelbar nachdem der angebliche Gewinner das Büro verlassen hat, stellt er anhand eines Telefonbuchs fest, dass lediglich eine Maria Berngiesser in Frankfurt existiert.
Hildegard Krafft, die ebenfalls die Ziehung der Lottozahlen im Fernsehen verfolgt hat, sucht Dr. Renz auf, da sie sich wundert, dass der von ihr getrennt lebende Ehemann, der seit Jahren stets auf dieselben Zahlen tippe, ihr gegenüber einen Gewinn bestritten habe. Dr. Renz ruft daraufhin bei Martin Krafft an und verlangt einen Nachweis, der belegt, dass dieser nicht gewonnen habe. Diesen legt er am nächsten Tag vor, erscheint jedoch nicht zur Arbeit. Josef Matula soll ihn ausfindig machen. In Kraffts Wohnung findet er den Zündschlüssel und den Fahrzeugbrief eines auf Maria Berngiesser zugelassenen BMW E12. Matula durchschaut daraufhin Kraffts Taktik. Zudem findet er einen gepackten Koffer vor und vermutet, dass Krafft sich ins Ausland abzusetzen beabsichtigt.
Dr. Renz lässt sich in der Lottozentrale bestätigen, dass Maria Berngiesser die rechtmäßige Gewinnerin sei. Zudem bringt er die Annahmestelle in Erfahrung, in der der Tippschein abgegeben worden war. Krafft wird dort als Stammkunde identifiziert.
Maria Berngiesser sucht Dr. Renz auf und berichtet, dass die Lottogesellschaft bei ihr angerufen habe, um die Kontonummer zu überprüfen, was ihr entsprechend merkwürdig vorgekommen sei, da sie nichts von einem Gewinn wisse. Sie habe Martin Krafft daraufhin nicht mehr erreichen können. Matula bringt sie nach Hause und befragt sie bezüglich des gepackten Koffers, von dem sie allerdings ebenfalls keine Kenntnis zu haben behauptet. Statt in ihre Wohnung zu gehen, fährt sie mit einem Taxi zu einem Gasthof nach Niedernhausen und wird von Matula bis dorthin verfolgt. Dieser erkennt, dass ihr offenbar tatsächlich kaum mehr Informationen zu dem Fall vorliegen als ihm selbst und sie ihrerseits Nachforschungen anstellt. Er bietet ihr demzufolge eine Zusammenarbeit an, worauf sie sich einlässt und berichtet, dass sie Martin Krafft am Vorabend bis dorthin gefolgt sei und dessen Treffen mit einem ihr unbekannten Mann beobachtet habe. Die beiden Männer seien anschließend gemeinsam weggefahren.
Dr. Renz findet heraus, dass der Lottogewinn inzwischen auf ein Bankkonto in der Schweiz überwiesen worden sei und dass der angebliche Mario Berngiesser in Kürze per Flugzeug aus Zürich in Frankfurt eintreffen werde. Am Flughafen erkennen Renz und Matula daraufhin jedoch unerwartet Herrn Reichert von der Lottozentrale und verfolgen diesen. Er fährt mit Maria Berngiessers BMW zu einer Kiesgrube. Dort beabsichtigt er, den Wagen samt der im Kofferraum befindlichen Leiche des von ihm ermordeten Martin Krafft zu vernichten. Matula kann dies knapp verhindern.

## Hintergrund
Die Episode wurde überwiegend im Rhein-Main-Gebiet gedreht. Die Kulisse der Kanzlei von Dr. Renz befand sich im Hotel InterContinental Frankfurt. Die Szene der gemeinsamen Taxifahrt von Hildegard Krafft und Maria Berngiesser führte zunächst über die Alte Brücke nach Sachsenhausen, anschließend entlang des dortigen Museumsufers sowie schließlich an der Alten Oper vorbei.
In einer späteren Szene ist der Eingangsbereich des damaligen Landgerichts Wiesbaden zu sehen. Zudem entstanden Aufnahmen vor dem damaligen Schützenhaus Sonnenberg im Tal des Goldsteinbachs nördlich des Stadtteils Sonnenberg und westlich von Rambach, welches in der Episode allerdings als in Niedernhausen liegend beschrieben wird. Zudem fanden Dreharbeiten am Frankfurter Flughafen statt.